# Alytes dickhilleni
L'alite betico (Alytes dickhilleni Arntzen & García Paris, 1995) è un anfibio anuro appartenente alla famiglia degli Alitidi.

## Descrizione
Il corpo dell'alite betico sembra quello di un rospo, con forma e colori molto simili a quelli dell'alite ostetrico ma pelle più liscia, inoltre sul dorso non sono presenti verruche rossastre. Le parti superiori sono giallognole, brunastre o verdastre, solitamente con macchie chiare e scure, mentre il ventre è biancastro. Le zampe anteriori sono provviste di 3 tubercoli metacarpali. Non sono presenti membrane interdigitali, inoltre i maschi sono privi di sacche vocali. Ha una lunghezza totale di 4-5,5 cm.

## Biologia
Questa specie fu descritta ufficialmente per la prima volta nel 1995. L'accoppiamento, che avviene tra aprile e maggio, segue le stesse modalità descritte per l'alite ostetrico, con il maschio che quindi si occupa di trasportare le uova sul proprio corpo, avvolte in cordoni sulle zampe posteriori, anche per due mesi di tempo. Le larve vengono infine lasciate cadere in corsi d'acqua o pozzi e raggiungono una lunghezza di 6-7 cm. Talvolta possono anche trascorrere l'inverno nell'acqua.

## Distribuzione e habitat
L'alite betico è endemico nel sud-est della Spagna, dove popola foreste di querce e pini ma anche habitat aperti e pendici montane boscose ad altitudini medie ed elevate, tra 500 e 2300 m. Durante il giorno vive nascosto sotto pietre nei pressi di corsi d'acqua.